# Okręg wyborczy Wandsworth Central
Okręg wyborczy Wandsworth Central powstał w 1918 r. i wysyłał do brytyjskiej Izby Gmin jednego deputowanego. Okręg położony był w dystrykcie Wandsworth w południowym Londynie. Granice okręgu zostały poważnie zmienione w 1950 r. Okręg został zlikwidowany w 1974 r.

## Deputowani do brytyjskiej Izby Gmin z okręgu Wandsworth Central
- 1918–1924: John Norton-Griffiths, Partia Konserwatywna
- 1924–1929: Henry Jackson, Partia Konserwatywna
- 1929–1931: Archibald Church, Partia Pracy
- 1931–1937: Henry Jackson, Partia Konserwatywna
- 1937–1940: Harry Nathan, Partia Pracy
- 1940–1950: Ernest Bevin, Partia Pracy
- 1950–1955: Richard Adams, Partia Pracy
- 1955–1964: Michael Hughes-Young, Partia Konserwatywna
- 1964–1970: David Kerr, Partia Pracy
- 1970–1974: Tom Cox, Partia Pracy